# Does This Look Infected?
Does This Look Infected? — музичний альбом гурту Sum 41. Виданий 26 листопада 2002 року лейблом Island Records. Загальна тривалість композицій становить 31:50. Альбом відносять до напрямків панк-рок і поп-панк.
Альбом є єдиною платівкою гурту, у піснях якої використовується ненормативна лексика. Відповідно було видано два варіанти диску – в оригінальною лірикою та без ненормативної лексики. На обкладинці альбому Does This Look Infected? зображений ударник гурту - Стів Джокс, який загримований під зомбі. Сама обкладинка була затверджена тільки за місяць до релізу. Вихід платівки у заявлені строки ледве не зірвався, бо учасники гурту не могли вибрати назву для альбому. Проте, коли Деррік Уіблі побачив зображення загримованого Стіва, він викрикнув «Does This Look Infected?». Фраза сподобалась учасникам колективу і альбом було вирішено так назвати.  

## Список пісень
Автор музики і слів Sum 41. 
| Does This Look Infected? | Does This Look Infected?         | Does This Look Infected? |
| #                        | Назва                            | Тривалість               |
| ------------------------ | -------------------------------- | ------------------------ |
| 1.                       | «The Hell Song»                  | 3:18                     |
| 2.                       | «Over My Head (Better Off Dead)» | 2:29                     |
| 3.                       | «My Direction»                   | 2:02                     |
| 4.                       | «Still Waiting»                  | 2:38                     |
| 5.                       | «A.N.I.C.»                       | 0:37                     |
| 6.                       | «No Brains»                      | 2:46                     |
| 7.                       | «All Messed Up»                  | 2:44                     |
| 8.                       | «Mr. Amsterdam»                  | 2:56                     |
| 9.                       | «Thanks for Nothing»             | 3:04                     |
| 10.                      | «Hyper-Insomnia-Para-Condrioid»  | 2:32                     |
| 11.                      | «Billy Spleen»                   | 2:32                     |
| 12.                      | «Hooch»                          | 3:28                     |
| 31:14                    |                                  |                          |

| UK bonus tracks | UK bonus tracks                        | UK bonus tracks |
| #               | Назва                                  | Тривалість      |
| --------------- | -------------------------------------- | --------------- |
| 13.             | «Reign in Pain (Heavy Metal Jamboree)» | 2:55            |
| 14.             | «WWVII Parts 1 & 2»                    | 5:09            |